# 利尻礼文サロベツ国立公園
利尻礼文サロベツ国立公園（りしりれぶんサロベツこくりつこうえん）は、北海道にある国立公園。

## 概要
日本国内最北の国立公園であり、利尻島と礼文島の約半分、稚内市から豊富町・幌延町へ続く海岸砂丘林とサロベツ原野が指定されている。公園全体の約7割が原生的な自然状態であり、全域に渡って風が強いため風衝植生になっている。サロベツ原野がラムサール条約に登録されている他、「礼文島桃岩付近一帯の野生植物」「利尻島のチシマザクラ自生地」「稚内海岸砂丘林」「レブンアツモリソウ群生地」が北海道の天然記念物に指定されている。

## 歴史
サロベツ原野は戦後開拓による開発の対象になっていたこともあり、国定公園指定の際には公園区域にはならなかったが、湿原の保護や観光地として注目されるようになり、国立公園指定の際に公園区域に加わった。2005年（平成17年）に上サロベツ自然再生協議会が設立し、自然再生事業に取り組んでいる。
- 1965年（昭和40年）：国定公園指定
- 1974年（昭和49年）：国立公園指定
- 1989年（平成元年）：幌延ビジターセンター開設[6]
- 2003年（平成15年）：第1回点検
- 2005年（平成17年）：サロベツ原野がラムサール条約に登録[3]。
- 2011年（平成23年）：サロベツ湿原センターがオープン[7]。
- 2014年（平成26年）：日本郵便発行の310円普通切手の意匠に採用[8]。

## 自然
利尻島は円錐形の火山島であり、利尻山は利尻礼文サロベツ国立公園のシンボル的存在になっている。高山植物に富む地域の一つとして山頂部にはリシリヒナゲシやボタンキンバイなどの固有種があり、各所に高山性植物群落によるお花畑を見ることができる。山麓ではトドマツを中心とした針葉樹林帯があるほか、オタトマリ沼周辺ではアカエゾマツや湿原植物がある。礼文島は丘陵性地形の離島であり、レブンキンバイソウやエゾノハクサンイチゲなどのお花畑、レブンアツモリソウに代表する固有種が数多く存在し、礼文島は別名「花の浮島」とも呼ばれている。いずれの島も渡り鳥の中継地になっている。稚内市から幌延町までの約40kmに渡って数列の砂丘が帯状に発達しており、砂丘の間には複数の湖沼がある景観になっている。日本国内唯一といわれているミコアイサの繁殖地があるほか、オジロワシなどの貴重な鳥類を観察することができる。サロベツ原野はサロベツ川流域に形成された泥炭地であり、低平地における日本国内最大の高層湿原になっている。多くの渡り鳥が観察でき、チュウヒやシマアオジなどの繁殖地も存在している。

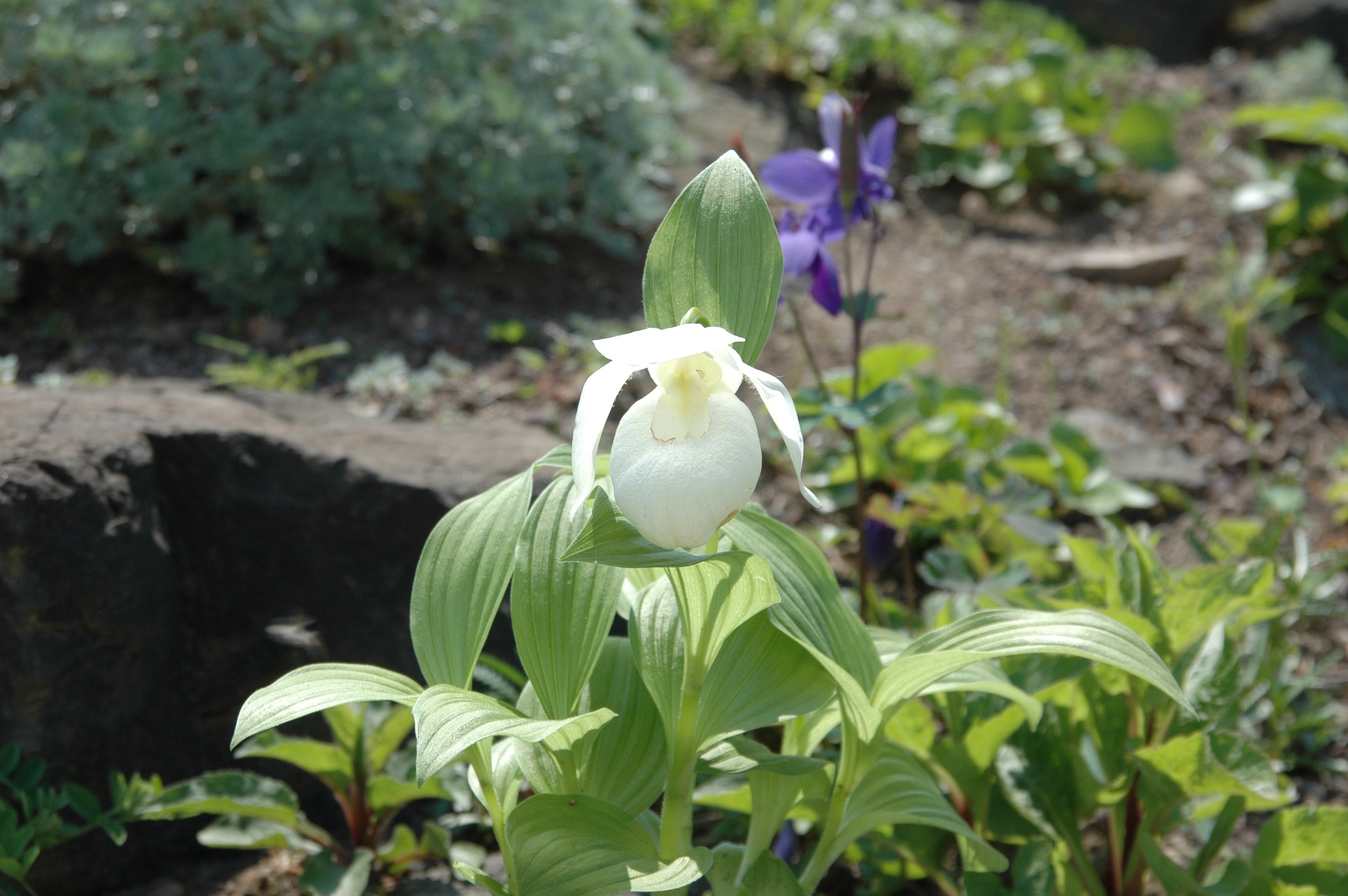
レブンアツモリソウ（2007年6月）
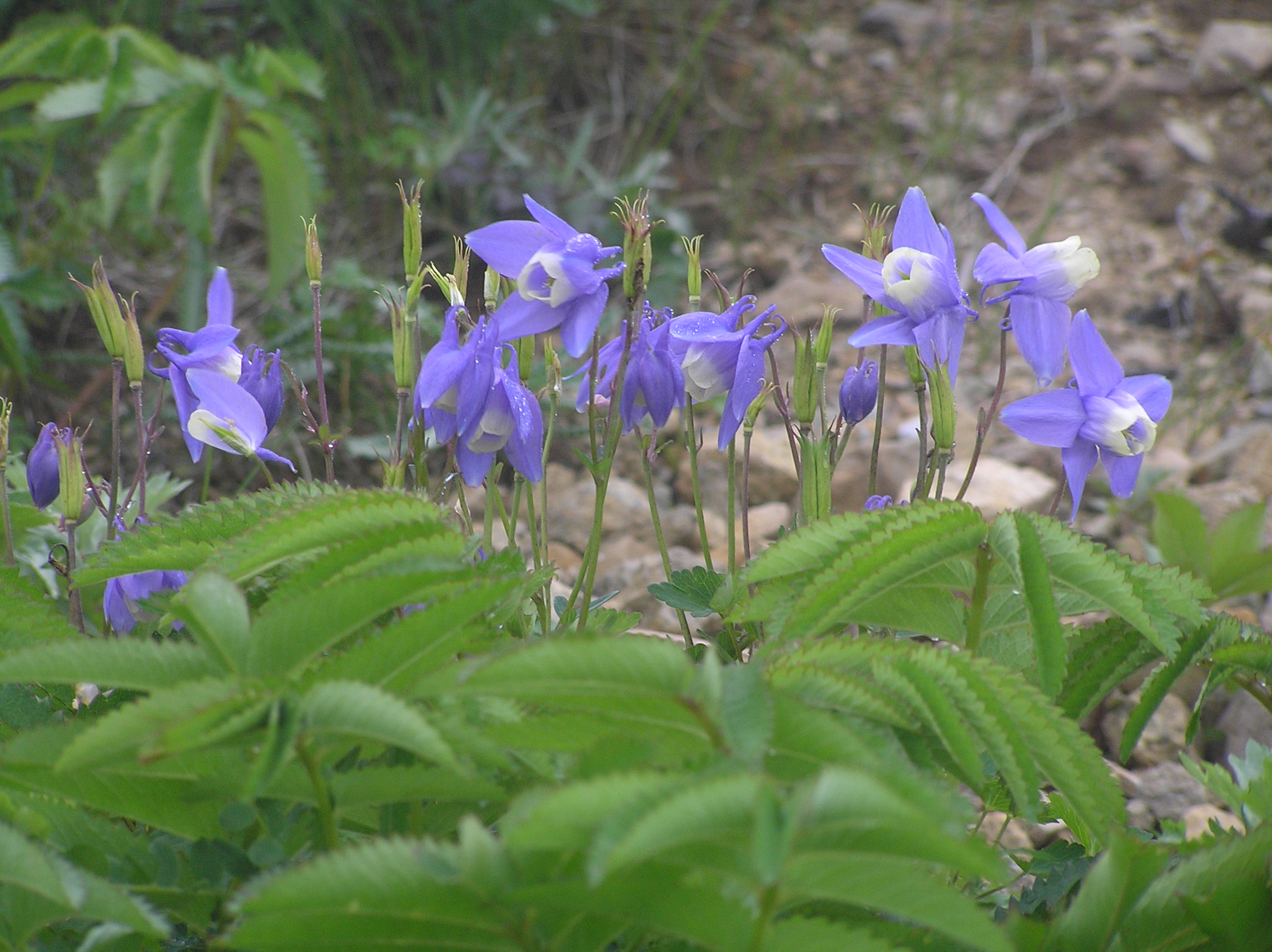
ミヤマオダマキ（2006年6月）

## 景勝地
礼文島
スコトン岬
レブンアツモリソウ群生地
レブンウスユキソウ群生地
桃台猫台
桃岩歩道
利尻島
見返台園地
甘露泉水
利尻山
姫沼
オタトマリ沼
サロベツ原野
浜勇知園地
サロベツ原生花園
パンケ沼園地

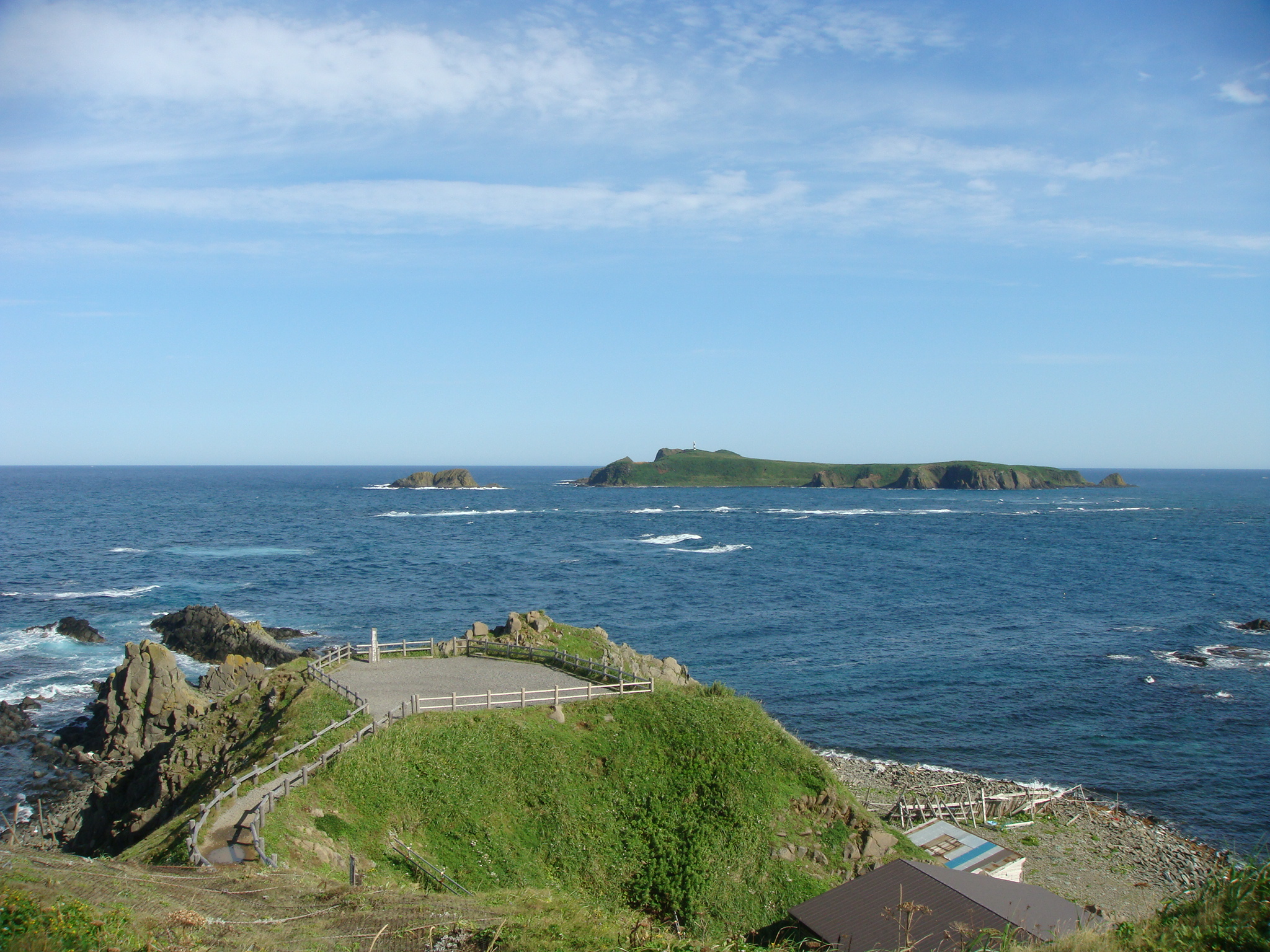
スコトン岬（2010年8月）
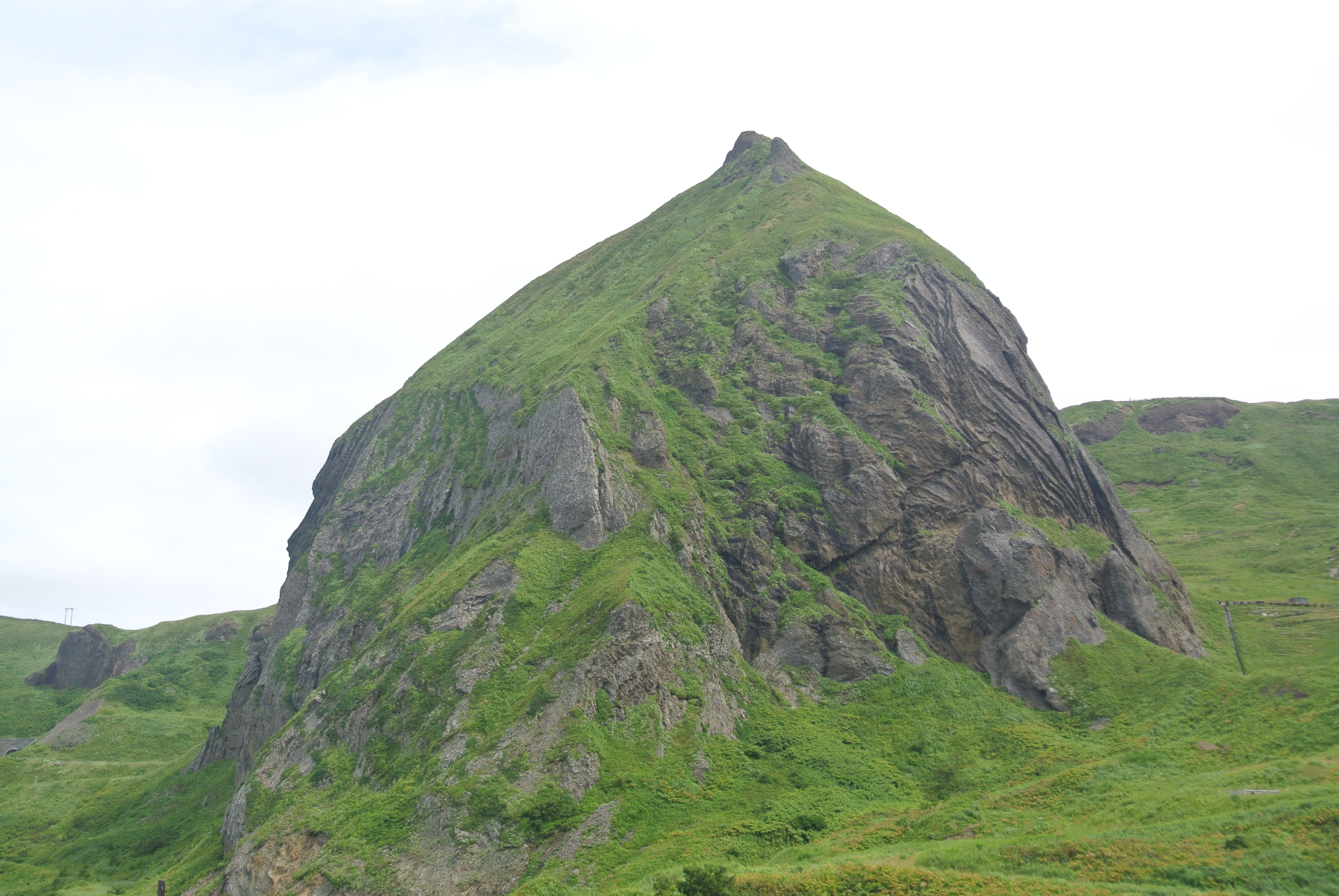
桃岩（2014年8月）
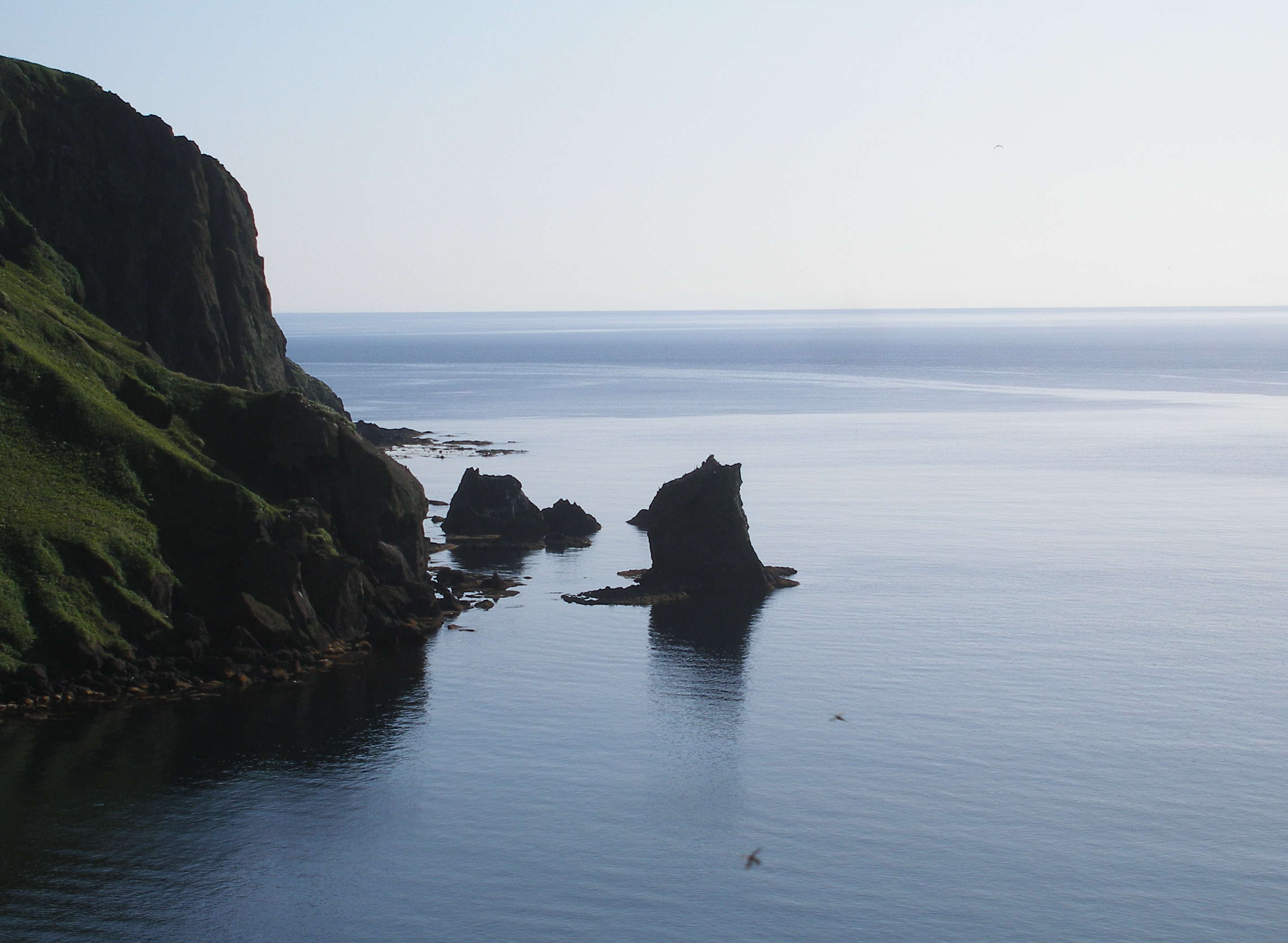
猫岩（2009年7月）
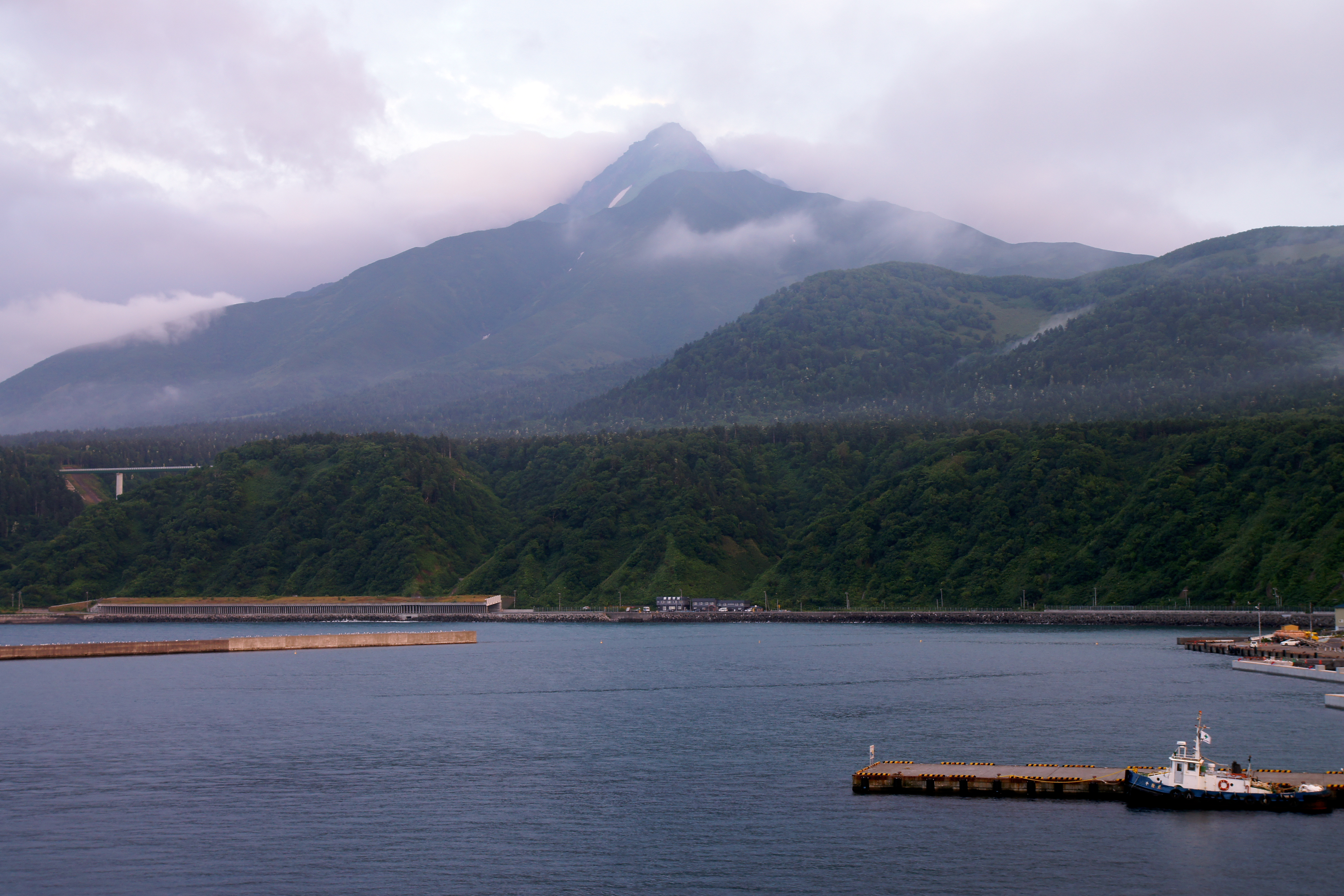
鴛泊港から見た利尻山（2013年7月）
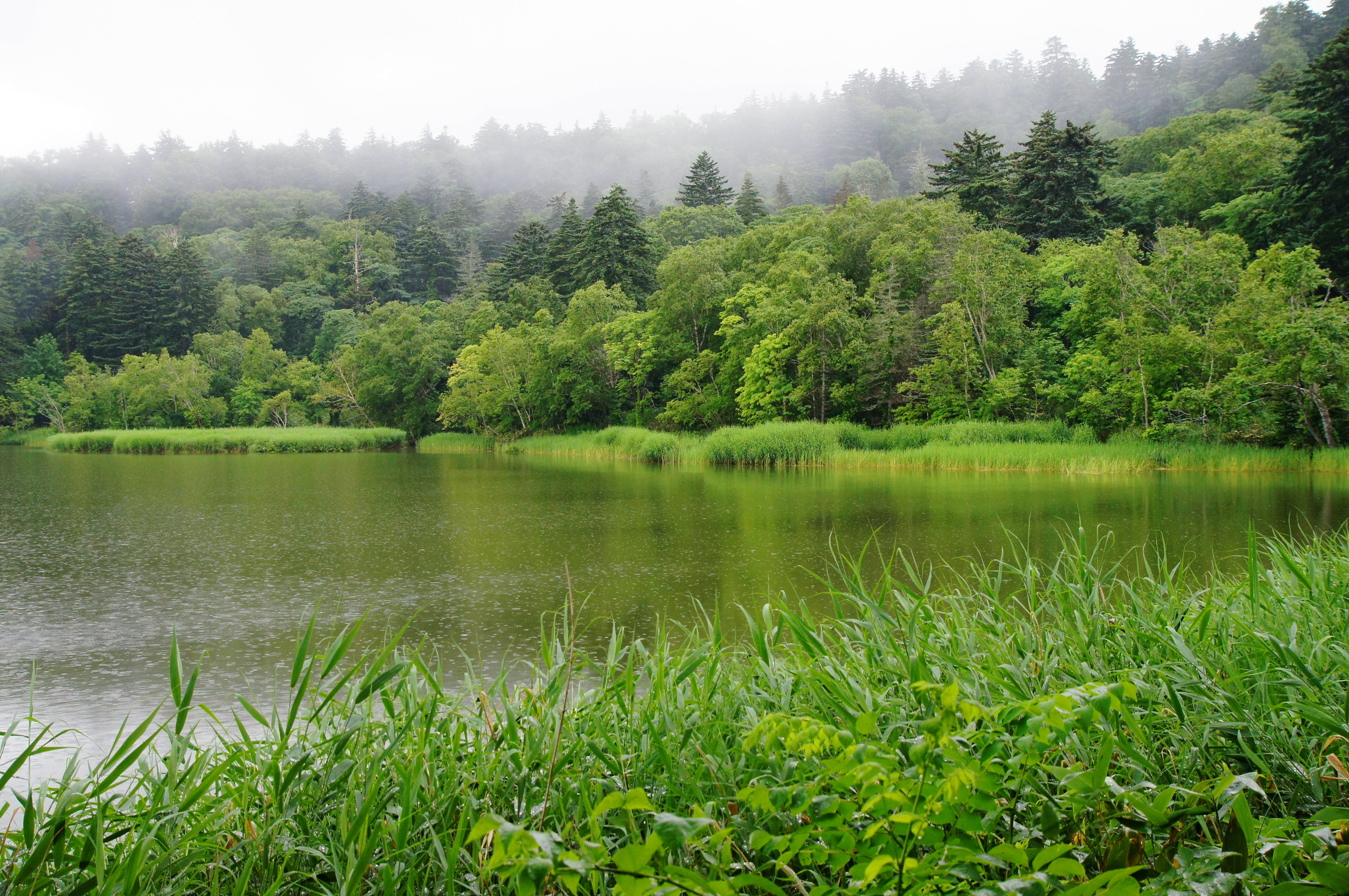
姫沼（2013年7月）
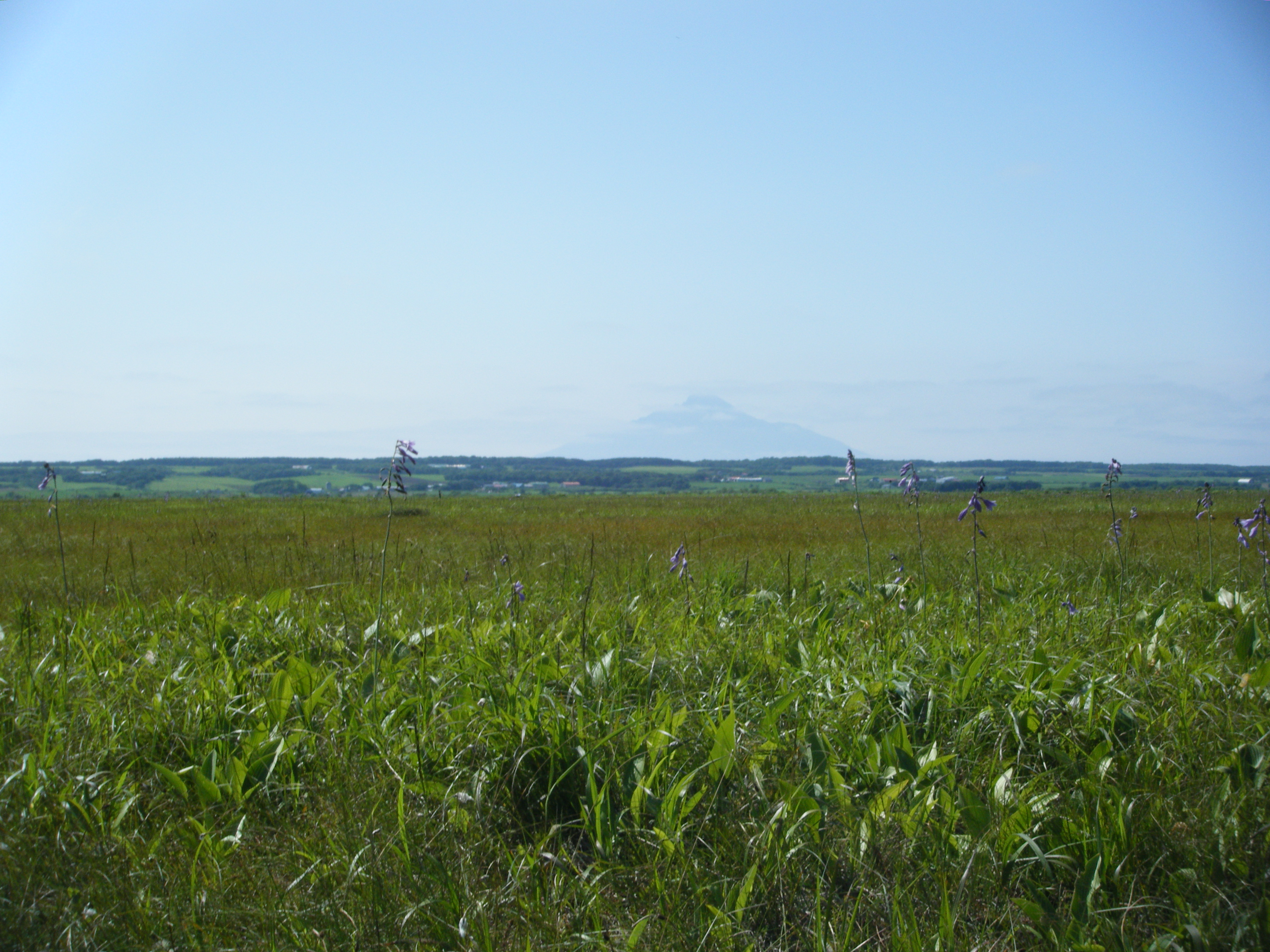
サロベツ原生花園（2009年8月）
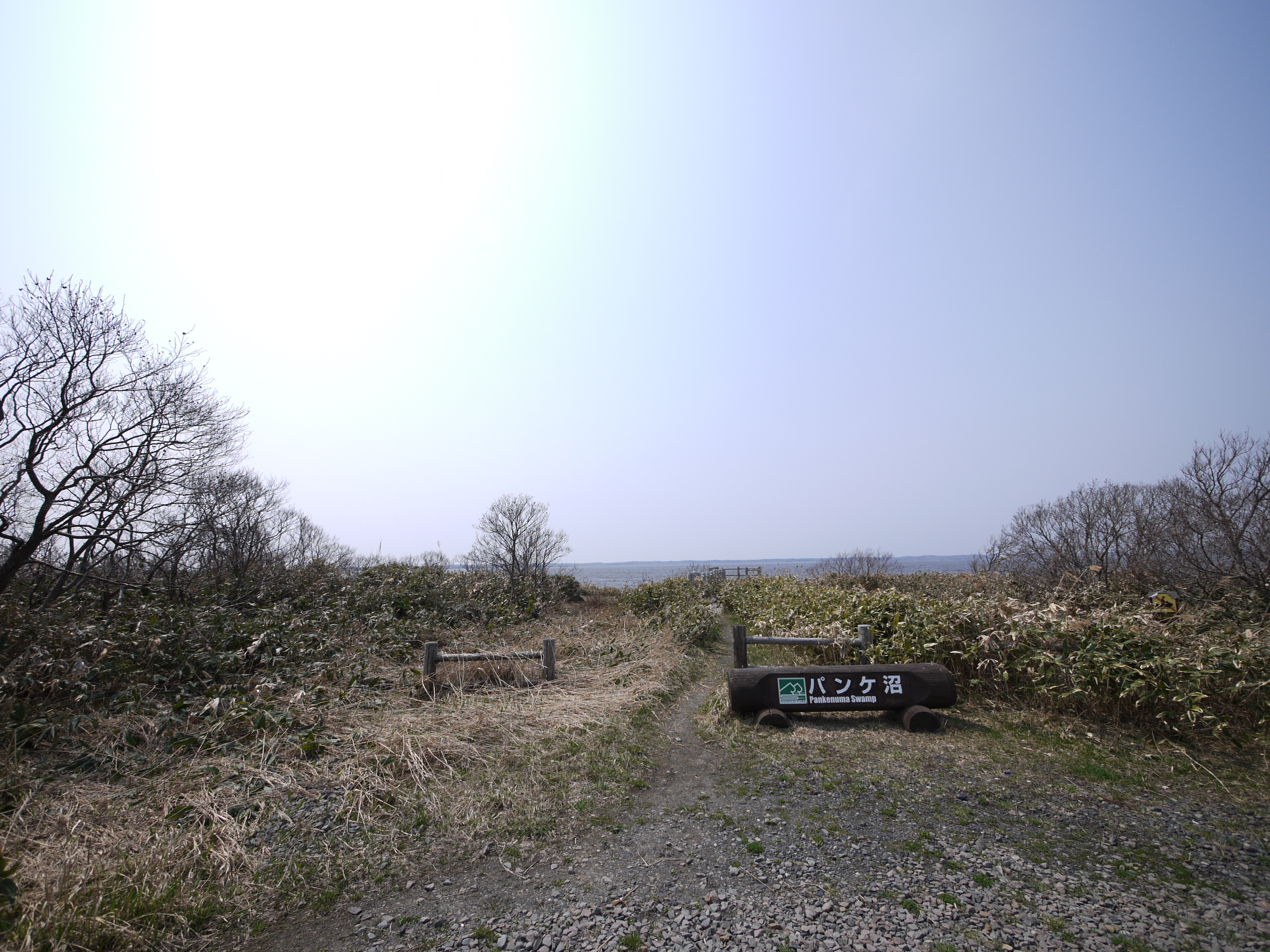
パンケ沼園地（2015年4月）

## ビジターセンター

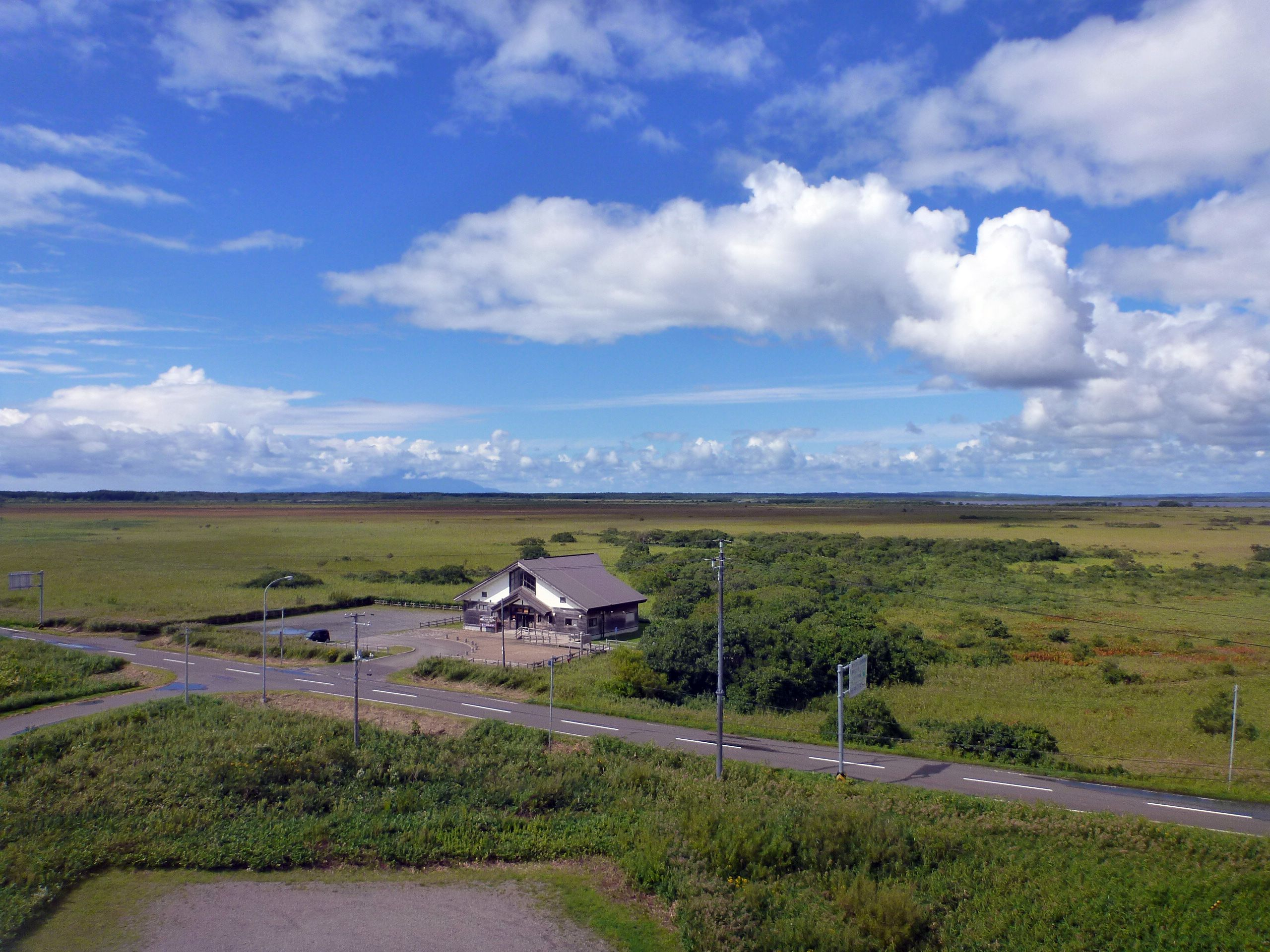
幌延ビジターセンター（2014年9月）

| センター名           | 設置者 | 所在地                           | 利用者数（人） |
| -------------------- | ------ | -------------------------------- | -------------- |
| サロベツ湿原センター | 環境省 | 北海道天塩郡豊富町上サロベツ8662 | 52,111         |
| 幌延ビジターセンター | 環境省 | 北海道天塩郡幌延町字下沼         | 6,849          |

## 参考資料
- “利尻礼文サロベツ国立公園管理計画書” (PDF).  北海道地方環境事務所 (2007年). 2016年8月22日閲覧。